# Gerhard Glombek
Gerhard Glombek (* 14. April 1922 in Beuthen O.S.; † 19. Juni 1989 in Flensburg) war ein deutscher Biologe und Professor für Lehrerbildung an der ehemaligen Pädagogischen Hochschule Rheinland Abteilung Neuss sowie der Universität Düsseldorf für Biologie und ihre Didaktik.

## Leben
Nach der Teilnahme am Zweiten Weltkrieg studierte Glombek in Aachen an der Pädagogischen Akademie und legte dort das Erste Staatsexamen für das Lehramt an Volksschulen ab. Als Lehrer unterrichtete er in Folge in Gürzenich und an einer Kölner Realschule. Er setzte seine Studien an der Universität zu Köln fort und studierte Philosophie, Pädagogik und Biologie. 1960 promovierte er an der Universität zu Köln in Zoologie. Im gleichen Jahr wurde er Dozent der Pädagogischen Hochschule Trier. 1961 erhielt er eine Professur, und 1963 wurde er auf die Professur an der Pädagogischen Hochschule Rheinland in Neuss berufen. Ab 1964 war er Beiratsmitglied der Akademie für Jugendfragen in Münster. Mit der Auflösung der Pädagogischen Hochschulen ging Glombek als Professor an die Universität Düsseldorf über und lehrte dort bis zu seiner Emeritierung 1984.
Als Biologiedidaktiker wirkte er in der Lehrerbildung und verantwortete Unterrichtswerke für das Schulfach Biologie. Ein Schwerpunkt seiner Arbeit war die Sexualerziehung.
Glombek starb durch einen Verkehrsunfall.

## Schriften (Auswahl)
- Der physiologische Gewebeabbau bei der Metamorphose von Xenopus laevis Daud, Dissertation Universität zu Köln, 1960.
- Die Grenzen exakt-naturwissenschaftlichen Denkens in der Biologie, in: Franz Pöggeler (Hrsg.): Innerlichkeit und Erziehung. In memoriam Gustav Siewerth. Zum Gespräch zwischen Pädagogik, Philosophie und Theologie, Freiburg im Breisgau: Herder 1964, S. 205–218.
- Von der Kindheit zur Geschlechtsreife. Didaktische Hilfe. I : Von der Kindheit zur Geschlechtsreife. II: Geschlechtsakt und Zeugung. III: Die ersten neun Monate des Lebens, in: Betrifft Erziehung 1, 1968, S. 17–21.
- Sexualpädagogische Aufgaben im Biologie-Unterricht der Grund- und Hauptschulen, in: Mitteilungshefte der Landesarbeitsgemeinschaft zur Bekämpfung der Geschlechtskrankheiten und für Geschlechtserziehung, Nordrhein-Westfalen 20, Köln 1970.
- Umweltschutz, Lebensschutz: fachdidaktische und fachmethodische Hinweise zum Problem des Umweltschutzes im Biologieunterricht, Düsseldorf: Pädagogisches Institut 1973.
- Einstellung der Lehrer zur Sexualerziehung und sexualpädagogischen Lehrerausbildung, in: Mitteilungshefte der Landesarbeitsgemeinschaft zur Bekämpfung der Geschlechtskrankheiten und für Geschlechtserziehung, Nordrhein-Westfalen 25 (59), Köln 1975, S. 17–32.
- als Herausgeber: Aggression (Unterricht Biologie, Heft 7). Seelze: Friedrich 1977.
- Gesundheitserziehung in der 1. Ausbildungsphase der Lehrer. Hannover: Schroedel 1978. Sonderdruck aus: Die deutsche Schule; 78,12.